# Марку-Зеру (Ресіфі)

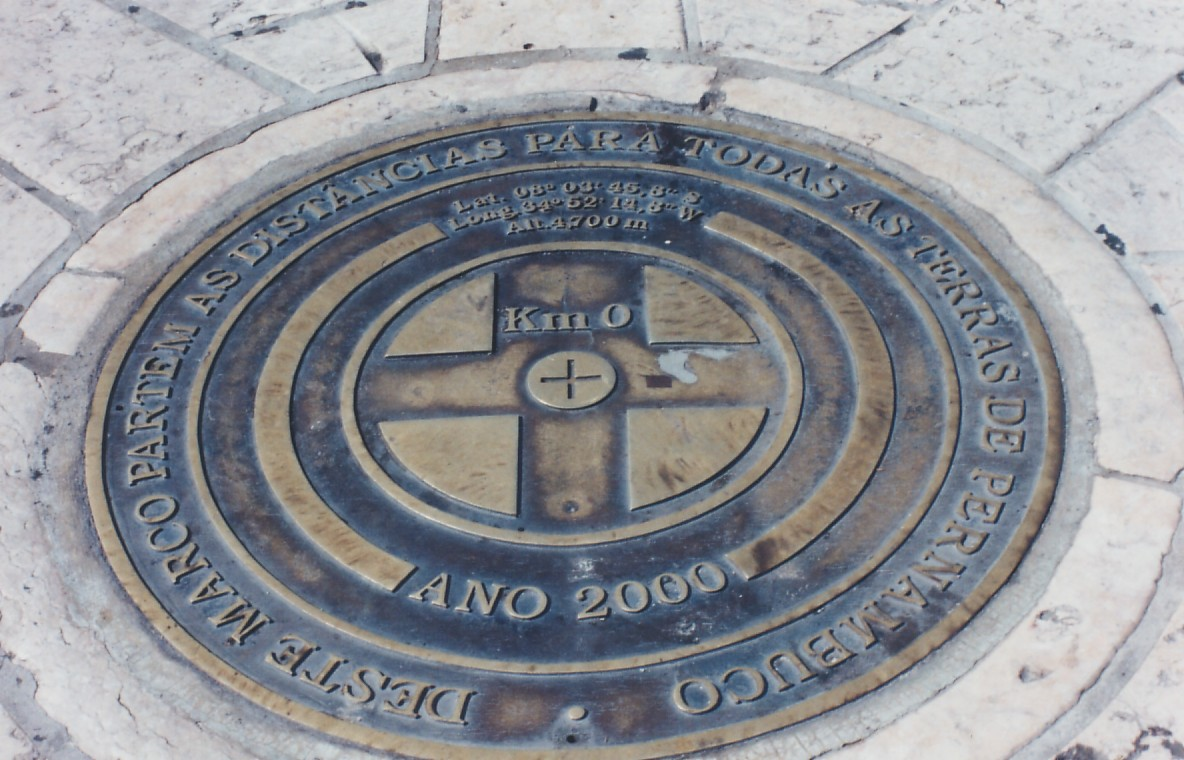
«Нульова відмітка» відстаней у штаті

Марку-Зеру (порт. Marco Zero — «нульова відмітка») або площа Ріу-Бранку (порт. praça Rio Branco) — площа в районі Ресіфі міста Ресіфі, Бразилія, центр відрахунку відстаней в штаті Пернамбуку та офіційне місце заснування міста Ресіфі.

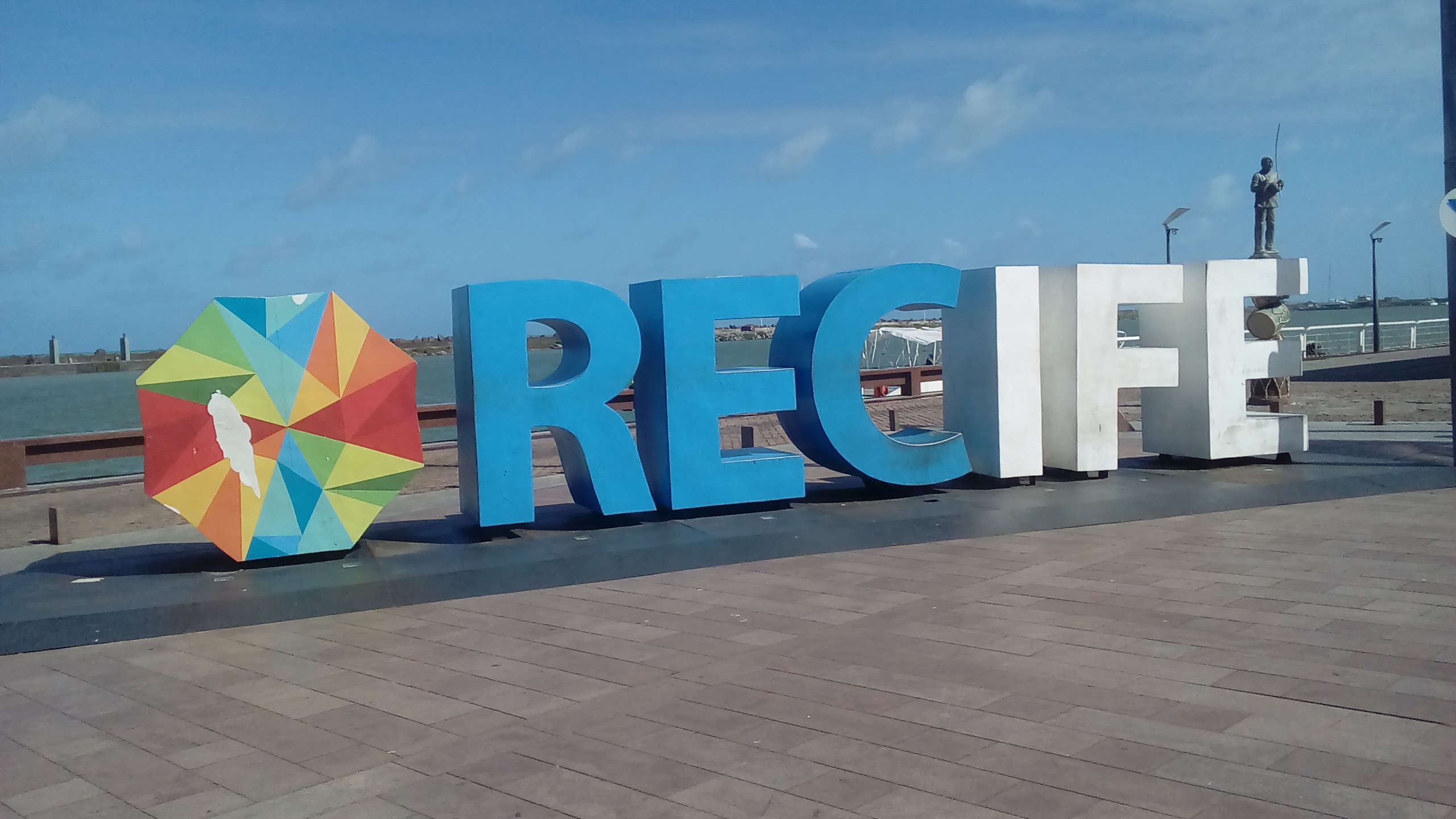

Окрім «Нульової відмітки» на площі є бюст Barão do Rio Branco, скульптура француза Фелікса Шарпетьє, встановлена там у 1917 році, у бронзі висотою 2,5 м і була урочисто відкрита під кам’яним постаментом 4,20 м, скульптор Корбініано Віласа 19 серпня того ж року. Висота скульптури — 7 м.
| Бразилія | Це незавершена стаття з географії Бразилії. Ви можете допомогти проєкту, виправивши або дописавши її. |